# نوورو

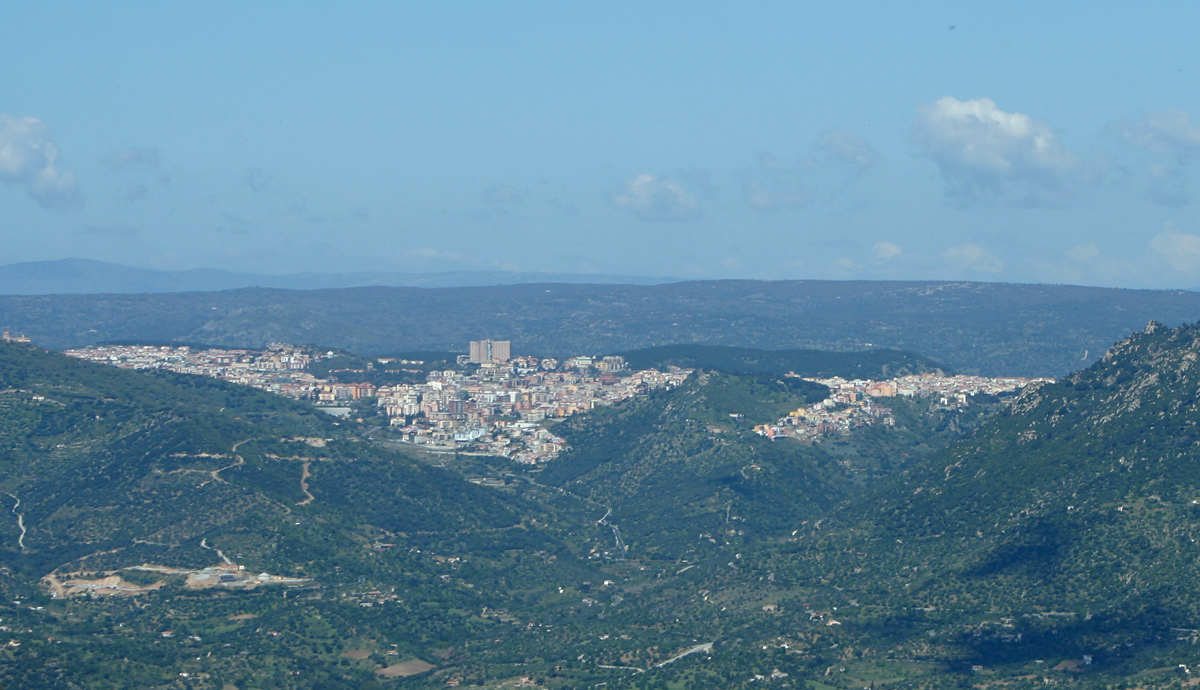
Vista di Nuoro

نوورو (بالإيطالية: Nuoro)‏، مدينة إيطالية في وسط سردينيا، وعاصمة مقاطعة نوورو، تقع في سفوح جبل أورتوبيني. عدد سكانها 36.454 نسمة.
كما تسمى بأثينا السردينية لموقعها المركزي ثقافيا في سردينيا.

## السكان
في سنة 1861 بلغ عدد السكان 4٬827 نسمة، وتطور العدد ليصل في سنة 2011 لـ 36٬674 نسمة.
يظهر هذا المخطط البياني تطور النمو السكاني لـ نوورو

## توأمة
لنوورو اتفاقيات توأمة مع كل من:
- كورتي ، هوت كورس
- تولميزو
- وودج

## أعلام
- لوتشيانو ليجيو
- سالفاتوري سيريغو
- فلافيو مانزوني
- إنريكو فيراتشي
- غراتسيا ديليدا